# Sarah et Julie n'en font qu'à leur tête
Pour plus de détails, voir Fiche technique et Distribution.
Sarah et Julie n'en font qu'à leur tête (To Grandmother's House We Go) est un téléfilm américain réalisé par Jeff Franklin en 1992.

## Synopsis
Sarah et Julie sont 2 petites filles qui vivent avec leur maman, Rhonda, qui est célibataire. Dépassée par son travail et l'éducation de ses deux filles, Rhonda avoue à une amie qu'elle aimerait avoir des vacances. Sans s'en apercevoir, les deux filles entendent ce que leur mère raconte, et, pensant qu'elles sont responsables de la fatigue de leur mère, décident de partir chez leur grand-mère sans en informer personne...

## Fiche technique
genre : aventure , comédie

## Distribution
- Mary-Kate Olsen : Sarah Thompson
- Ashley Olsen : Julie Thompson
- Cynthia Geary : Rhonda Thompson
- J. Eddie Peck (V.F. Damien Boisseau) : Eddie Popko